# Peq PIT
Peq PIT es el vocalista de Pscircosis grupo que
obedece al género del horrorcore y trip hop.

## Pscircosis
En el 2007 se asocia con su actual productor, NMP
(Nils Music Productions) simplemente con la idea de
hacer música, la idea era hacer Hip Hop convencional
pero debido a los oscuros beats por parte de los 2
,y NMP principalmente, la mente de Peq PIT encuentra
el ingrediente que necesitaba dando paso así
a la creación de su grupo Pscircosis, pioneros
del horrorcore en su país.
El primer material discográfico de PSCIRCOSIS será titulado
Pscirco Etílico, una oda al licor, mezclando sonidos
que van desde el trip hop hasta el industrial y el death rap.
Mucha gente piensa que su música es satanica a lo cual Peq PIT
replica:
Yo no soy satanico ni le canto a satanas solo canto sobre
el mundo espiritual y la acción de este sobre nosotros,
así como la Biblia lo expone, pues cada acción de nosotros
en este mundo traerá una consecuencia en el mundo espiritual
y viceversa, es solo que no siempre andamos en los pasos de DIOS
y es ahí cuando toma ventaja el enemigo, soy realista nada más!

## Estilo musical
Su música es bastante oscura con temas relacionados
a lo sobrenatural y religioso como también
a los vicios y el sexo.
A raíz de su alcoholismo, Peq PIT empieza a ver su vida
y sus pensamientos como si fueran un circo y lo quiso
agregar a su música dando paso a la creación
del Circo Porno Parafilico un estilo de rap
caracterizado por un humor absurdo, letras lascivas
y la burla cínica grotesca hacia su propia persona,
su estilo a la hora de rapear es impredecible
con diferentes tonos de voz pasando de lo suave
a lo pesado en fracción de segundos.

## Discografía

### Álbumes
- 2010 Pscirco Etilico.

### Sencillos
- 2010 "Pscirco etilico".
- 2010 "Infierno xxxpress".